# 拉萨西站
拉萨西站（藏語：ལྷ་ས་ནུབ་།，威利转写：lha sa nub）位于中国西藏自治区拉萨市堆龙德庆区乃琼街道，是青藏铁路的铁路车站，于2006年3月启用，2016至2018年进行扩建改造。该站由中国铁路青藏集团拉萨车务段营运，主要承担拉萨市及周边地区的货物到发业务，是西藏自治区内最大的货运站。
车站设有到发线12条，货物装卸线路11条，地方企业和部队专用线7条。